# Gilda Mantilla
Gilda Mantilla (Los Ángeles, 1967) es una artista contemporánea peruana. En el 2015 representó al Perú en la 56 Bienal de Venecia junto a su pareja artística Raimond Chaves.

## Biografía
Gilda Mantilla estudió pintura en la Facultad de Arte de la Pontificia Universidad Católica del Perú en Lima entre 1990 y 1994, de donde se graduó con la tesis "Estética Portátil". Una aproximación a la estética popular urbana". Fue miembro del Espacio La Culpable, Lima (2002-2008). Es representada por la Galería Revolver, Lima.

### Obras tempranas
Hacia fines de la década de 1990 su obra estuvo centrada en el retrato y la exploración de la imagen de la mujer, citando continuamente la iconografía de la cultura popular. Estos intereses responden a lo que ella denomina la estética portátil de la cultura popular, término con el que hace referencia a la producción visual generada por la migración del campo a la ciudad. Un ejemplo de esto es la serie de pinturas Lima*Mala*Lima Archivado el 2 de abril de 2015 en Wayback Machine. de 1997, actualmente en la colección del Museo de Arte de Lima. En esta obra Gilda Mantilla coloca imágenes en gran formato extraídas de las decoraciones del transporte urbano, así como de plantas asociadas a la curandería popular. Asimismo, coloca en el centro de la instalación la imagen de una bañista colocada en el suelo.

### Colaboraciones con Raimond Chaves
Desde el 2001 su sociedad con el artista colombiano Raimond Chaves ha dado como resultado la realización de diversos proyectos artísticos en Colombia, Venezuela, Ecuador, Brasil, Puerto Rico y Perú, entre los que destacan  Dibujando América (2005); Talleres Móviles Rincón, Puerto Rico (2004); Hangueando, periódico con patas, Puerto Rico (2003); Para no olvidar, Lima (2002);  Construyendo puentes entre lenguas Academia de Lenguas de la Universidad de Ámsterdam, Países Bajos, (2001), entre otros.

#### Dibujando América
Entre el 2005 y el 2008 Gilda Mantilla y Raimond Chaves realizaron un amplio grupo de dibujos antes, durante y después de varios y largos viajes alrededor de América Latina. En este proyecto los artistas se incluyen en la larga tradición de los artistas viajeros que recorrieron Latinoamérica y utilizan el dibujo como una herramienta básica de análisis y conocimiento de una realidad de la que ambos artistas forman parte.
El proyecto comenzó en el 2005 con un viaje por algunas zonas de Venezuela, Colombia, Ecuador y Perú en el que realizaron una serie de registros no solo en dibujo, sino también en fotografías, notas escritas, entrevistas y objetos. Un segundo viaje en el 2006 los llevó a explorar la triple frontera entre Perú, Colombia y Brasil.
En el 2009 Dibujando América se editó como libro de artista para la 2.ª Trienal Poli/Gráfica de San Juan: América Latina y el Caribe, organizada por el Instituto de Cultura Puertorriqueña.

#### Un afán incómodo
Algunos de los últimos proyectos del dúo surgen a partir de una extendida investigación hecha en la ciudad de Iquitos en las colecciones de la Biblioteca Amazónica de Iquitos, del Centro de Estudios Teológicos de la Amazonia (CETA) y del Instituto de Investigación del Amazonas. Los artistas orientaron su investigación hacia los términos “selva”, “ciudad” y “biblioteca”, y se concentraron particularmente en documentos gráficos, los cuales fotografiaron o dibujaron, descontextualizándolas en el proceso, con el fin de volver a dibujarlas y rearticularlas de distintas maneras a través de su propio trabajo.

#### Participación en la Bienal de Venecia
En el 2015 Gilda Mantilla y Raimond Chaves participaron en la 56 Bienal de Venecia  con la instalación Ruinas fuera de lugar,  donde el Perú contó con un pabellón por primera vez. La curaduría estuvo a cargo de Max Hernández Calvo y fue comisariada por Armando Andrade Lucio.
Esta pieza fue concebida a partir de un proyecto previo de ambos "Observaciones sobre la ciudad del polvo" (2010). La instalación está compuesta por una serie de "estaciones" que dialogan entre sí y se refieren directamente a ciertas lecturas asociadas a la imagen del país y a la figura metafórica de la ruina , que dentro de esta propuesta no solo hace referencia a un espacio geográfico sino también a la de idea de la ruina provocada por la crisis política y económica.

### Exposiciones destacadas
- Big heart, la nostalgia, Galería Parafernalia. Lima. (1993)
- S/T, Galería Parafernalia. Lima. (1995)
- Sinfonía del trapeador, Sala Luis Miró Quesada Garland. Lima, (2001)
- Hangeando, periódico con patas, con Raimond Chaves, Centro de Bellas Artes. San Juan. (2003)
- 27.ª Bienal de São Paulo - Cómo vivir juntos. São Paulo (2006)
- Vía Satélite - Panorama del video y la fotografía peruana contemporánea, Museo de Arte y Diseño Contemporáneo, San José de Costa Rica. (2006) Centro Cultural de España, Santiago de Chile.(2006)
- Dibujando América. Notas y apuntes de un viaje de 100 días entre Caracas y Lima, con Raimond Chaves, Casa de América. Madrid. (2005) Museo Patio Herreriano, Valladolid (2006), Centro Cultural de España, Lima. (2007)
- Mal de América-Dibujos de viaje, con Raimond Chaves, Galería ProjecteSD, Barcelona. (2007)
- II Trienal Poligráfica de Puerto Rico, América Latina y el Caribe, San Juan. (2009)
- Es preciso confrontar las ideas vagas con imágenes claras, Revolver galería, Lima. (2010)
- Observaciones sobre la ciudad del polvo, con Raimond Chaves, ProjecteSD, Barcelona (2010), Revolver galería (2010)
- Subjective projections: Un afán incómodo, con Raimond Chaves, Bielefelder Kunstverein, Bielefeld (2012)
- Una cosa como tú o yo, Galería Revolver, Lima (2013)
- Ruinas fuera de lugar, con Raimond Chaves, 56 Bienal de Venecia ,Italia (2010)

## Obras en colecciones
- Lima*Mala*Lima, 1997, Museo de Arte de Lima[6]
- Dibujando B..., 2006, Museo de Arte de Lima[6]
- Un afán incómodo, 2011, Colección Guggenheim[7]
- Copia Carbón, 2011-2012, Colección Guggenheim[7]
- Historia Natural, 2006, MUSAC-Museo de Arte Contemporáneo de Castilla y León, España[8]
- Eclipse, 2007, MoMA[9]
- Nueva Botánica, 2008, MoMA[9]